# Giuliano Prini
Giuliano Prini (* 25. Januar 1910 in Rom; † 24. September 1941 im Nordatlantik) war ein italienischer Marineoffizier, zuletzt im Rang eines Kapitänleutnants.

## Werdegang
Nach seiner Matura am humanistischen Gymnasium, bewarb sich Giuliano Prini erfolgreich für eine Ausbildung zum Marineoffizier an der Marineakademie in Livorno. Nach drei Jahren konnte er im Oktober 1931 die Akademie im Rang einer Guardiamarina abschließen. In der Folge leistete er auf verschiedenen Schiffen der Regia Marina Dienst. 1932 wurde er zum Oberleutnant zur See befördert. Zu dem Zeitpunkt befand er sich auf dem Schweren Kreuzer Trento. Anschließend war auf dem Aufklärungskreuzer Giovanni da Verrazzano tätig, bevor er auf eigenen Wunsch zur U-Boot-Waffe versetzt wurde.
Von 1933 bis 1940 leiste er auf den U-Booten Ciro Menotti, Des Geneys, H 6 und Ambra Dienst. Mit der Ciro Menotti nahm er an der italienischen Intervention in Spanien auf Seiten der Nationalisten teil. Am 1. Oktober 1936 wurde er zum Kapitänleutnant befördert. Zum Zeitpunkt der Kriegserklärung Italiens an Frankreich und Großbritannien am 10. Juni 1940 war er stellvertretender Kommandant auf der Maggiore Baracca, die sich zur Aufrüstung in der Marinebasis La Spezia befand. Für seine Verdienste als zweiter Offizier bei den anschließenden Feindfahrten der Maggiore Baracca im Atlantik, bei denen mehrere Handelsschiffe versenkt wurden, wurde er mit zwei Kriegsverdienstkreuzen ausgezeichnet.
Im Januar 1941 besuchte er in Pola den Lehrgang für U-Boot-Kommandanten. Die Praxis leistete er auf den Hochseebooten Ettore Fieramosca und Enrico Totti ab. Im März 1941 wurde ihm das Kommando des BETASOM-Bootes Alessandro Malaspina in Bordeaux anvertraut. Die Alessandro Malaspina operierte bereits seit Herbst 1940 im Nordatlantik.
Seine erste Feindfahrt als Kommandant eines U-Boote führte ihn zwischen Februar und Mai 1941 in das Seegebiet westlich von Irland. Bei der Unternehmung operierte die Alessandro Malaspina zusammen mit U-Booten der Kriegsmarine gegen alliierte Konvois und konnte ein Handelsschiff beschädigen. Bei der Verfolgung eines Konvois wurde sein Boot entdeckt und anschließend von drei alliierten Zerstörern neun Stunden lang mit Wasserbomben belegt. Mit Geschick gelang es ihm, sich zu lösen. Auf der Rückfahrt nach Bordeaux wurde die Alessandro Malaspina noch von einem britischen Short-Sunderland-Flugboot angegriffen.  Bei der zweiten Unternehmung westlich von Gibraltar konnte er im Juli 1941 zwei Handelsschiffe mit insgesamt 8000 BRT versenken. Die Versenkung von drei weiteren angegriffenen Handelsschiffen fand allerdings offiziell keine Bestätigung. Für die erfolgreiche Unternehmung wurde er mit einer Tapferkeitsmedaille in Bronze ausgezeichnet. Eine zweite Tapferkeitsmedaille in Bronze erhielt er kurz darauf für seine bisherigen Verdienste als Offizier auf einem U-Boot.
Das U-Boot Alessandro Malaspina unter dem Kommando von Giuliano Prini lief am 7. September 1941 letztmals aus Bordeaux aus, um zusammen mit vier weiteren italienischen U-Booten im Nordatlantik westlich von Gibraltar zu operieren. Es wurde vermutlich bei der Abwehr eines Angriffes auf einen alliierten Geleitzug durch italienische U-Boote am 24. September 1941 durch britische Luft- und Seestreitkräfte versenkt.
Giuliano Prini wurde 1949 posthum mit der Tapferkeitsmedaille in Gold ausgezeichnet.
Die italienische Marine hat in den 1980er Jahren ein U-Boot der Sauro-Klasse nach Giuliano Prini benannt.